# 柳里基群島
柳里基群島是俄羅斯的群島，屬於法蘭士約瑟夫地群島的一部分，由2個島嶼組成，行政方面由阿爾漢格爾斯克州負責管轄，位於馬克林托卡島以南900米的北冰洋。